# 高橋內閣
高橋內閣（日语：／ Takahashi Naikaku */?）是日本子爵、貴族院議員高橋是清就任第20任內閣總理大臣（首相）後，自1921年（大正10年）11月13日至1922年6月12日組成的內閣。

## 概要
1921年（大正10年）11月4日，時任內閣總理大臣原敬在前往關西出席所屬政黨立憲政友會活動時，於東京站丸之內南口大堂內遭到曾任職大塚車站站員的右翼青年中岡洋一襲擊身亡，終年65歲，由時任外務大臣內田康哉臨時代理其職務。原由原敬領導的原內閣不久即總辭，並由財政背景出身的高橋是清繼任組閣。在經大正天皇同意任命後，高橋於1921年11月就任為內閣總理大臣。
在高橋內閣任內，日本參與了華盛頓會議，會中簽訂了《四國公約》及《九國公約》等條約，內容包括實際上中止英日同盟、保證中國主權獨立與領土完整，以及美英日海軍總噸位裁至「五：五：三」之比率等共識。
由於會議結果對日本而言不甚理想，又因東京高等工業學校等五校升格大學一事造成政友會黨內嚴重衝突，再加上內閣成員對財政、社會治安問題及對共產黨組織的處置態度皆有分歧，最終高橋內閣於1922年6月總辭，由海軍出身的加藤友三郎繼任組閣，政黨內閣時代暫告中斷。

## 內閣成員
除部分特殊情況外，本內閣閣員皆於1921年11月13日就任；此外，本內閣除內閣總理大臣外，所有成員皆自原內閣留任。

### 國務大臣
| 職位名       | 任數 | 姓名及肖像 | 姓名及肖像 | 出身                                  | 其它職務     | 備註           |
| ------------ | ---- | ---------- | ---------- | ------------------------------------- | ------------ | -------------- |
| 內閣總理大臣 | 20   | 高橋是清   |            | 貴族院 立憲政友會 （交友俱樂部） 子爵 | 兼任大藏大臣 | 無             |
| 外務大臣     | 25   | 内田康哉   |            | 外務省 伯爵                           | 無           | 自上任內閣留任 |
| 内務大臣     | 32   | 床次竹二郎 |            | 眾議院 立憲政友會                     | 鐵道院總裁   | 自上任內閣留任 |
| 大藏大臣     | 21   | 高橋是清   |            | 貴族院 立憲政友會 （交友俱樂部） 子爵 | 內閣總理大臣 | 無             |
| 陸軍大臣     | 15   | 山梨半造   |            | 陸軍大將                              | 無           | 自上任內閣留任 |
| 海軍大臣     | 8    | 加藤友三郎 |            | 海軍大將 男爵                         | 無           | 自上任內閣留任 |
| 司法大臣     | 23   | 大木遠吉   |            | 貴族院 無黨籍（研究會） 伯爵          | 無           | 自上任內閣留任 |
| 文部大臣     | 29   | 中橋德五郎 |            | 眾議院 立憲政友會                     | 無           | 自上任內閣留任 |
| 農商務大臣   | 28   | 山本達雄   |            | 貴族院 立憲政友會 （交友俱樂部） 男爵 | 無           | 自上任內閣留任 |
| 遞信大臣     | 25   | 野田卯太郎 |            | 眾議院 立憲政友會                     | 無           | 自上任內閣留任 |
| 鐵道大臣     | 1    | 元田肇     |            | 眾議院 立憲政友會                     | 無           | 自上任內閣留任 |

### 其它
本內閣之内閣書記官長與内閣法制局長官於1921年11月24日就任。
| 職位名         | 任數 | 姓名及肖像 | 姓名及肖像 | 出身              | 其它職務     | 備註                             |
| -------------- | ---- | ---------- | ---------- | ----------------- | ------------ | -------------------------------- |
| 内閣書記官長   | 21   | 高橋光威   |            | 眾議院 立憲政友會 | 無           | 自上任內閣留任                   |
| 内閣法制局長官 | 19   | 横田千之助 |            | 眾議院 立憲政友會 | 内閣恩給局長 | 自上任內閣留任 1922年3月28日卸任 |
| 内閣法制局長官 | 19   | 馬場鍈一   |            | 大藏省            | 無           | 1922年3月28日就任                |

## 外部連結
- 首相官邸 高橋內閣閣僚名簿 （页面存档备份，存于） （日語）